# Niko Tuhkanen
Niko Tuhkanen, född 14 mars 1987 i Lahtis, är en finländsk ishockeyspelare.
Tuhkanen inledde sin karriär i Kiekkoreipas U16-lag säsongen 2003-2004. Han har även spelat i Finlands U16- och U19-landslag. Under säsongen 2006/2007 vann Tuhkanen finska juniormästerskapet med Pelicans J20-lag. Tuhkanen spelade sin första säsong i FM-ligan för första gången under säsongen 2008-2009.
I slutet på december 2011 skrev Tuhkanen på för svenska IF Björklöven. Efter endast 15 matcher i Sverige återvände Tuhkanen till Finland då han inför säsongen 2012/2013 skrev på för Mestisklubben Vasa Sport. Tuhkanen gjorde en stark säsong i Vasa, och fick därefter ett ettårskontrakt med sin tidigare FM-ligaklubb Pelicans.